# Padang Hilir
Padang Hilir is een bestuurslaag in het regentschap Aceh Barat Daya van de provincie Atjeh, Indonesië. Padang Hilir telt 949 inwoners (volkstelling 2010).